# アルフレッド・ペロー

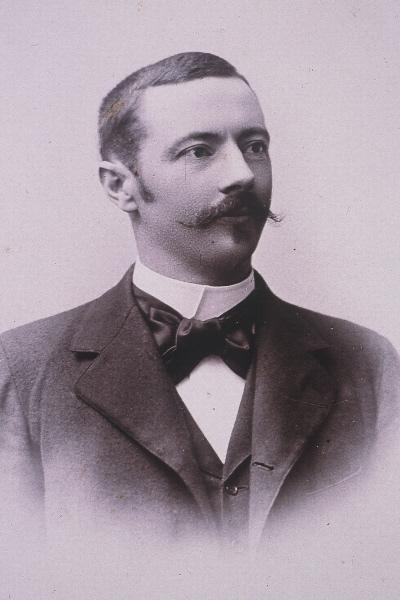
Alfred Perot

アルフレッド・ペロー（Alfred Perot, 1863年11月3日 - 1925年11月28日）はフランスの物理学者である。1899年にシャルル・ファブリと共にファブリ・ペロー干渉計を発明した。
メスに生まれた。エコール・ポリテクニークで学び、1884年からナンシー大学のルネ・ブロンロのもとで研究した。1888年にパリ大学の理工学部から熱力学の定数の精密の測定により博士号をえた。マルセイユ大学の講師を経て、1894年に電磁気学の教授となった。1902年にフランス国立試験所（LNE:Laboratoire national d'essais）とフランス国立工芸院(Conservatoire national des Arts et Métiers）の所長となった。1908年にムードン天文台のphysicienに任じられ、1909年にアンリ・ベクレルの後をついでエコール・ポリテクニークの物理学主任(chaire de physique)に任じられた。1918年にシャルル・ファブリとランフォード・メダルを受賞した。